# Emmanuel Bourgaud
Emmanuel Bourgaud, né le 25 octobre 1987 à Corné (Maine-et-Loire), est un footballeur français qui évolue au poste de milieu offensif.

## Biographie
Il est formé au Angers SCO depuis ses onze ans. En avril 2006, il dispute avec la sélection des Pays de la Loire le Tournoi international 18 ans de Rezé, et termine à la cinquième place. Après plusieurs saisons au sein de l'équipe première en Ligue 2 et après un début de saison 2011-2012 compliqué, il est prêté lors du mercato hivernal à l'US Créteil qui évolue alors en National (équivalent de la 3e division). À l'intersaison, il prend finalement le chemin du Poiré-sur-Vie, club vendéen évoluant également en National et où il va jouer pendant trois saisons (2011-2012, 2012-2013 et 2013-2014), disputant 98 matchs du championnat. À l'été 2014, il rejoint le SR Colmar où il va évoluer pendant une saison  (2014-2015), jouant 26 matchs de championnat et 3 de coupe. Le club alsacien finit 9e du championnat. Il quitte alors Colmar pour rejoindre l'Amiens SC qui évolue alors aussi National.  
Lors de sa première saison au sein du club picard (2015-2016), Amiens finit 3e de National, permettant une montée en Ligue 2, Emmanuel Bourgaud participant pleinement à cette montée, disputant 32 matchs et marquant 6 buts. Lors de la saison suivante et au terme d'un championnat très disputé, le club amiénois arrache la  2e place du championnat lors de l'ultime journée, enchaînant une deuxième montée consécutive dans la division supérieure. Lors de ce dernier match de la saison sur la pelouse du Stade de Reims, le 19 mai 2017, Emmanuel Bourgaud marque dans les dernières secondes du temps additionnel, à la 96e minute, le but victorieux qui permet à l'Amiens SC de passer de la 6e à la 2e place, synonyme de montée directe en Ligue 1.
En juin 2020, Emmanuel Bourgaud signe un contrat de deux ans aux Herbiers VF, revenant ainsi en Vendée, département qu'il affectionne.

## Carrière
| Saison                | Club                  | Championnat           | Championnat | Championnat | Coupe nationale | Coupe nationale | Coupe de la Ligue | Coupe de la Ligue | Total | Total |
| Saison                | Club                  | Division              | M.          | B.          | M.              | B.              | M.                | B.                | M.    | B.    |
| 2005-2006             | Angers SCO            | National              | 3           | 0           | -               | -               | -                 | -                 | 3     | 0     |
| 2006-2007             | Angers SCO            | National              | 10          | 2           | 3               | 0               | -                 | -                 | 13    | 2     |
| 2007-2008             | Angers SCO            | Ligue 2               | 14          | 0           | 2               | 0               | -                 | -                 | 16    | 0     |
| 2008-2009             | Angers SCO            | Ligue 2               | 6           | 0           | 1               | 0               | -                 | -                 | 7     | 0     |
| 2009-2010             | Angers SCO            | Ligue 2               | 24          | 0           | 3               | 0               | 1                 | 0                 | 28    | 0     |
| 2010-2011             | Angers SCO            | Ligue 2               | 7           | 0           | 1               | 0               | -                 | -                 | 8     | 0     |
| Sous-total            | Sous-total            | Sous-total            | 64          | 2           | 10              | 0               | 1                 | 0                 | 75    | 2     |
| 2010-2011             | US Créteil            | National              | 17          | 1           | -               | -               | -                 | -                 | 17    | 1     |
| 2011-2012             | Le Poiré-sur-Vie VF   | National              | 29          | 5           | 2               | 0               | -                 | -                 | 31    | 5     |
| 2012-2013             | Le Poiré-sur-Vie VF   | National              | 36          | 4           | 5               | 1               | -                 | -                 | 41    | 5     |
| 2013-2014             | Le Poiré-sur-Vie VF   | National              | 33          | 9           | -               | -               | -                 | -                 | 33    | 9     |
| Sous-total            | Sous-total            | Sous-total            | 98          | 18          | 7               | 1               | -                 | -                 | 105   | 19    |
| 2014-2015             | SR Colmar             | National              | 26          | 3           | 3               | 3               | -                 | -                 | 29    | 6     |
| 2015-2016             | Amiens SC             | National              | 32          | 6           | 3               | 1               | -                 | -                 | 35    | 7     |
| 2016-2017             | Amiens SC             | Ligue 2               | 30          | 3           | -               | -               | 1                 | 0                 | 31    | 3     |
| 2017-2018             | Amiens SC             | Ligue 1               | 17          | 0           | 1               | 0               | 2                 | 1                 | 20    | 1     |
| Sous-total            | Sous-total            | Sous-total            | 79          | 9           | 4               | 1               | 3                 | 1                 | 86    | 11    |
| 2018-2019             | Red Star FC           | Ligue 2               | 22          | 0           | 3               | 0               | 1                 | 0                 | 26    | 0     |
| 2019-2020             | Red Star FC           | National              | 10          | 1           | 3               | 0               | -                 | -                 | 13    | 1     |
| Sous-total            | Sous-total            | Sous-total            | 32          | 1           | 6               | 0               | 1                 | 0                 | 39    | 1     |
| 2020-2021             | Les Herbiers VF       | National 2            | 7           | 2           | 4               | 0               | -                 | -                 | 11    | 2     |
| 2020-2021             | Les Herbiers VF       | National 2            | 26          | 4           | 2               | 1               | -                 | -                 | 28    | 5     |
| Sous-total            | Sous-total            | Sous-total            | 33          | 6           | 6               | 1               | -                 | -                 | 39    | 7     |
| 2022-2023             | Olympique Saumur      | National 2            | 29          | 5           | 1               | 0               | -                 | -                 | 30    | 5     |
| 2023-2024             | Olympique Saumur      | National 2            | 25          | 7           | 2               | 0               | -                 | -                 | 27    | 7     |
| 2024-2025             | Olympique Saumur      | National 2            | 25          | 4           | 3               | 2               | -                 | -                 | 28    | 6     |
| Sous-total            | Sous-total            | Sous-total            | 79          | 16          | 6               | 2               | -                 | -                 | 85    | 18    |
| Total sur la carrière | Total sur la carrière | Total sur la carrière | 428         | 56          | 42              | 8               | 5                 | 1                 | 475   | 65    |

## Palmarès
- Amiens SC
  - Championnat de France de Ligue 2
    - Vice-champion : 2017